# Joop van Santen
Joseph (Joop) van Santen (Rotterdam, 7 maart 1908 - Zandvoort, 22 april 1992) was een Nederlandse politicus en econoom. Zoon van Wilhelmus Johannes Abraham van Santen (Rotterdam, 1881 - Amsterdam,1959) en Jeanne Molitor (Brussel 1884 – Rotterdam 1970).

## Levensloop
Hij werd in 1930 lid van de Communistische Partij van Nederland. Als lid van de CPN werkte hij in Rotterdam in de jaren 1938-1939 in de studentenafdeling van het Comité van Waakzaamheid tegen de Oorlog en Fascisme. Vanaf de zomer en het najaar van 1940 werkte hij mee aan de uitgave van de Vrije Katheder. 
Hij was actief in het Nederlands verzet in de Tweede Wereldoorlog. Van 1945 tot 1949 had hij zitting in het CPN-partijbestuur en was hij ook lid van de gemeenteraad van Amsterdam. Van 1946 tot 1952 was hij voorzitter van de Eerste Kamerfractie van de CPN. Wegens conflicten met onder anderen partijleider Paul de Groot verliet hij de CPN in 1955. Hij was daarna enige jaren zakenman en ging economische wetenschappen studeren aan de toenmalige Gemeente Universiteit, de latere Universiteit van Amsterdam. In 1968 promoveerde hij aan die universiteit in de filosofie op de Marxistische accumulatietheorie. Omstreeks 1975 werd hij docent aan de UvA. Hij publiceerde onder meer ‘Weimar 1933. Democratie tussen fascisme en kommunisme’. 

### Oorlog
Bijna onmiddellijk na de bezetting in 1940 is Joop van Santen begonnen met het organiseren van verzet. Vanaf eind 1942 tot het einde van de oorlog heeft hij samen met zijn vrouw Joop Moes (1911-1998) onderdak geboden aan ten minste zes Joodse onderduikers, daarbij zijn de passanten, mensen die incidenteel bij hen in huis verbleven, niet meegerekend.  In het huis waar het gezin van Santen woonde aan de Herengracht 28 te Amsterdam waren twee verborgen kamers gecreëerd waar de onderduikers verbleven. Over deze periode is weinig bekend en weinig gepubliceerd. Joop van Santen en Johanna Moes hebben er zelf ook weinig ruchtbaarheid aan gegeven. 
Vanaf eind 1944 zaten onder andere Hennie en Meik de Swaan, de ouders van Abram de Swaan in het achterhuis op de Herengracht 28. Dit was een zeventiende-eeuws grachtenhuis waar het makkelijk was om je te verstoppen. Op de bovenste verdieping van het achterhuis was een kogelvrije deur naar de kamer daarachter gemaakt. Voor die deur stond een kast, zodat het leek of daarachter de buitenmuur was. In werkelijkheid zaten de onderduikers in dat kamertje daarachter en op de vliering erboven. Des te moediger aangezien Joop van Santen en Johanna Moes ook de verantwoording droegen voor hun baby, die op 8 juli 1943 geboren werd. Hoe riskant deze onderduik wel was blijkt wel uit het volgende verslag van Adri Lugt, later getrouwd met Jan Kann, die als huishoudelijke hulp en als oppas van hun baby Eva bij hen werkte in die tijd. Zij heeft zich laten interviewen en dit interview is in een buurtkrant verschenen.  Zij vertelde onder meer dat op de zolder in het voorhuis. een drukpers stond waarop de Vrije Katheder, het illegale door communistische studenten opgerichte blad, werd gedrukt. Haar verslag van een inval in het huis op de Herengracht in najaar van 1944 volgt:

Daar heb ik ook een inval meegemaakt, dat zal ik nooit vergeten. Ik zat in die hele grote keuken met Eefje, die was toen zo’n twee en een half jaar (niet juist: zij was op 8 juli 1943 geboren, dus zij was toen een jaar en een paar maanden), komen die rot moffen binnen, drie kerels, en gaan aan tafel zitten. Ik sta koekjes te bakken in raapolie en zie opeens op de schoorsteenmantel allemaal illegale krantjes liggen, opgerold, ik dacht dat ik door de grond ging. Maar ja, die kerels hadden blijkbaar last van heimwee en keken alleen maar naar het kind, “wie süss”, zeiden ze maar, “wie ein goldenes Kind”. Ik dacht laat ze maar zwetsen, ze had ook van die rode krulletjes, het was een schatje om te zien. Na de raapkoekjes zijn ze weggegaan, niks gevonden maar ik kreeg van de zenuwen een darmkoliek, ik zag groen van ellende.

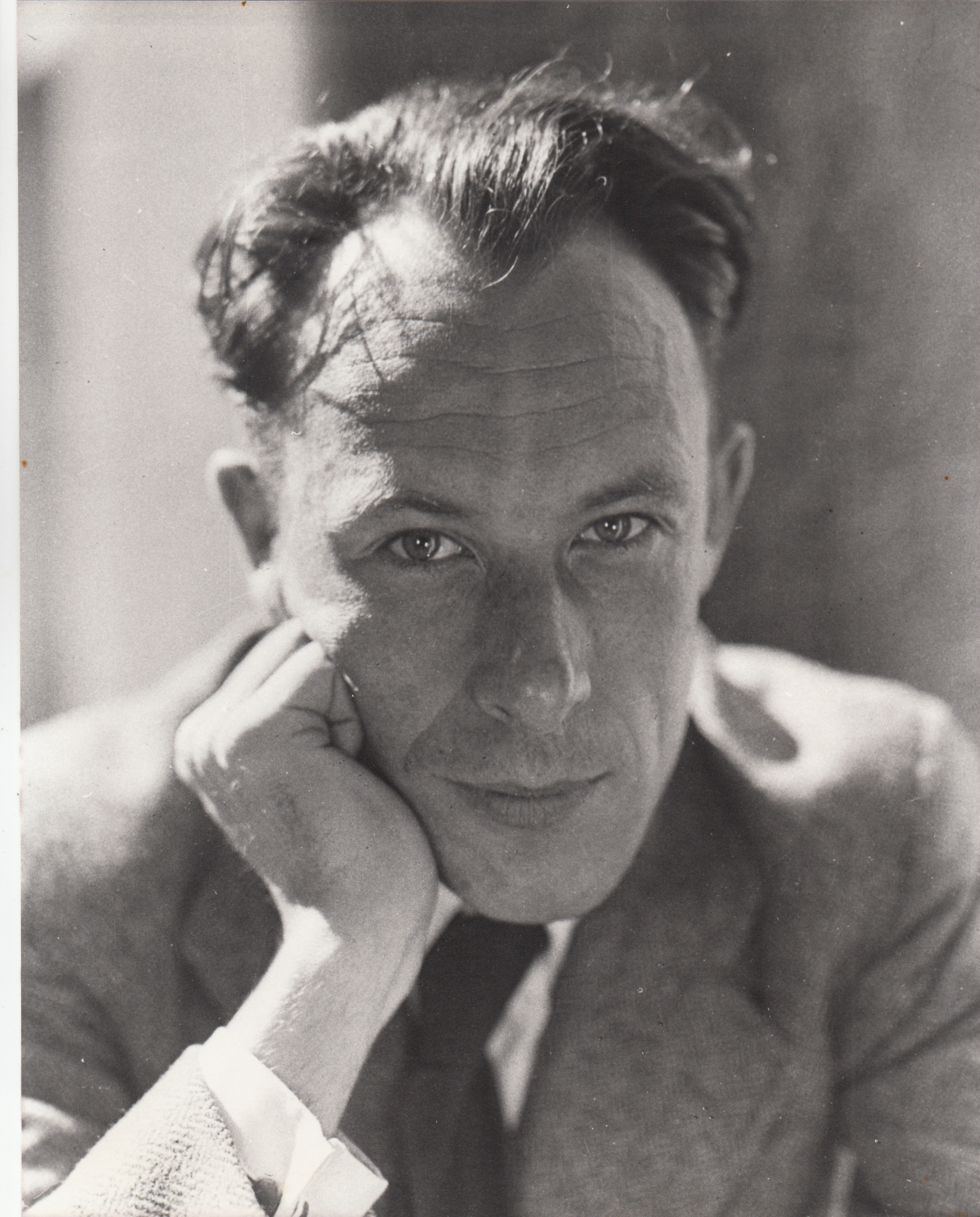
Joop van Santen, circa 1946

Verder heeft Joop van Santen twee jaar lang het hele land afgereisd om valse persoonsbewijzen te verzorgen, vingerafdrukken op de persoonsbewijzen af te nemen en onderduikers onder te brengen. Aanvankelijk werkte hij onder de naam Van Dam. Later veranderde hij dat in Van Doorn, omdat Van Dam te Joods klonk. Contactman was toen ‘Flip’. Op 4 of 5 mei 1945 heeft Van Santen als lid van de Binnenlandse Strijdkrachten (BS) meegedaan aan de schietpartij vanuit het Amsterdamse Raadhuis op de Dam gericht op de Grote Club, waar de Duitsers zich hadden genesteld.

### Na de oorlog
Gelukkig zijn de onderduikers niet verraden en iedereen heeft dus de oorlog overleefd. In 1954 scheidden Joop van Santen en Johanna Moes. Gerrit (geboren op 28 februari 1946) en Eva (geboren op 8 juli 1943) bleven bij hun moeder op de Herengracht wonen. Meik de Swaan en zijn vrouw Henny de Swaan-Roos en hebben een hele goede wederdienst gedaan door een aantal jaren gastvrij onderdak te verlenen aan Joop van Santen. Dat was eind jaren ’50. Van Santen had het in die tijd niet makkelijk aangezien hij zowel zijn vrouw als de CPN had verlaten. In de CPN was hij na de oorlog heel actief geweest. Hij had voor de CPN in de gemeenteraad van Amsterdam gezeten en in de Eerste Kamer. Daarna moest hij dus op een andere manier zijn brood verdienen en dat viel als ex-lid van de CPN niet mee, aangezien een aanstelling in overheidsdienst uitgesloten was voor mensen met zijn achtergrond. Johanna Moes was vlak na de oorlog een eigen huisartsenpraktijk begonnen en die heeft ze tot 1973 voortgezet.
Joop van Santen was een broer van de op 21-07-1917 te Rotterdam geboren Slavist, taalwetenschapper en beeldend kunstenaar 
dr. Aimé van Santen.

## Publicaties
- 1968: De marxistische accumulatietheorie (dissertatie)
- 1970: Welvaart en welzijn
- 1983: Weimar 1933. Demokratie tussen fascisme en kommunisme
- 1985: Arbeid, plicht en vrijheid
- 1991: Geld. Teken van geestelijke vrijheid

## Bron
- Interview met Adri Lugt in OpNieuw, krant voor de Nieuwmarkt. 13e jaargang, Nr. 1. Voorjaar 1995